# Iotunn
Iotunn ist eine dänisch/färöische Progressive-Metal- und Melodic-Death-Metal-Band aus Kopenhagen, die 2015 von den Brüdern Jesper und Jens Nicolai Gräs gegründet wurde. Der Name Iotunn stammt aus dem Altnordischen und bedeutet Riese. Jón Aldará trat der Band 2018 bei und ist auch Mitglied der färöischen Band Hamferð. Eskil Rask stieß 2019 zur Band und ist auch bei Sunless Dawn aktiv.

## Geschichte
Iotunn veröffentlichte 2016 ihre erste EP The Wizard Falls. Ihr Debütalbum Access All Worlds erschien am 26. Februar 2021. Am 24. Oktober 2024 folgte das zweite Album Kinship, das von der Fachpresse hochgelobt wurde. Im Juni 2023 veröffentlichte die Band die digitale Single Mistland, die einen Einblick in die musikalische Entwicklung der Band zwischen ihren beiden Alben bietet.
Iotunn ist für das Summer Breeze Festival 2025 bestätigt, nachdem sie bereits bei ihrem Debütauftritt in Dinkelsbühl beeindruckten. Die Band ist bei Metal Blade Records unter Vertrag.

## Diskografie

### Alben
- 2021: Access All Worlds
- 2024: Kinship[7]

### EPs
- 2016: The Wizard Falls